# ローガル州
ローガル州（ローガルしゅう、ペルシア語: ولایت لوگر) は、アフガニスタンの34州のひとつで、カーブルの南東に位置する州。ロガール州と表記されることもある。州都はプリアラム (Pul-i-Ilam)。

## 名前の由来
パシュトゥー語で「大きな山」を意味する Loy-Ghar の転訛だとの説があり、史書 ("Tarikh e Pehsawar" および "Gazeteer of Kohat, 19th century") に Loy-Ghar の記述が見られる。

## 地理
ローガル州の地理の中心となるのは、州の北から入り西に抜ける長大なローガル川である。
テラ峠を擁す。

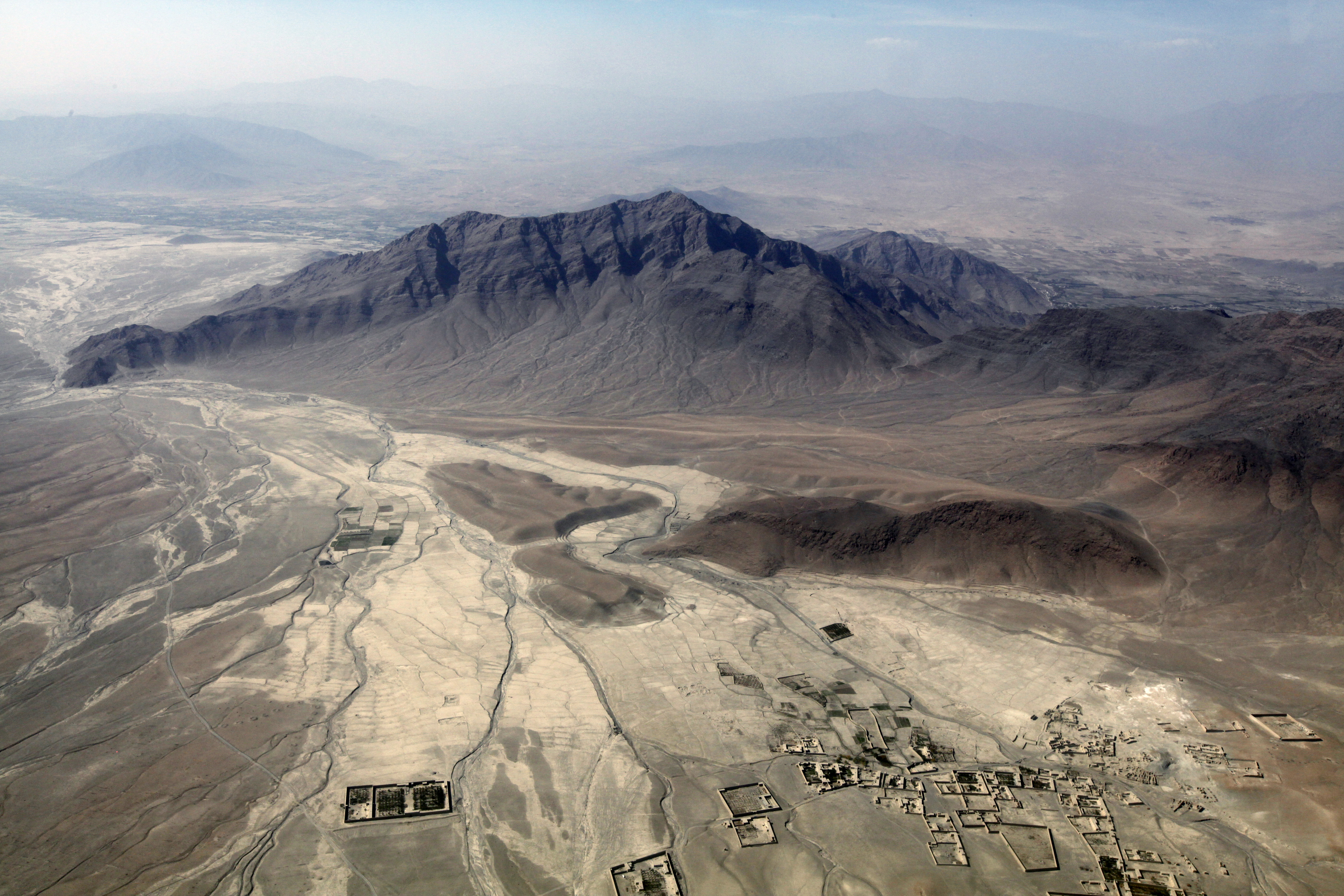
ローガル州の様子

他の南部諸州と異なり、地形・気候の問題によりケシの栽培は殆ど行われていない。

## 歴史
パシュトゥーンのハタック、アフリディ、オラクザイ族の故地と考えられている。これらの部族は元々は同じ部族から分かれた支族であることが記録に見られる。ローガルは、デュアランド・ラインの反対側、パキスタンのクッラム管区およびバンヌ（カイバル・パクトゥンクワ州バンヌ県、連邦直轄部族地域バンヌ辺境地区）にごく近く、クッラム川が流れているが、ハタック族が最初に定住した土地がバンヌであることからも、おそらくローガルが故地であろうと考えられる。
南部の州ほどではないが、ローガルは宗教的に保守的な土地柄である。ローガルの政治史は、まるで近年の混乱の歴史の雛形のようであり、アメリカの侵攻以前には、州内にはターリバーンと北部同盟の両者の支配地域が混在し、住民は外国人の兵隊には冷たいという噂があるものの、アルカーイダの訓練基地まで存在した。ヘクマティヤールのヒズベ・イスラーミー（イスラム党、ヘクマティヤール派）の長年の本拠地でもある。実際には、お尋ね者のヘクマティヤールは議会には受け入れられなかったのであるが、2005年の総選挙では彼が当選した。ターリバーン政権崩壊後の数年間は、北部同盟（ラッバーニー）のジャマーアテ・イスラーミー（イスラム協会、ラッバーニー派）の支配下にもあった。
2007年時点で、隣接するいくつかの州よりは治安が安定しているものの、ローガル州は、軍民双方を対象とする自動車爆弾やロケット攻撃を主体とする反政府活動が高い頻度で継続している。
2021年、アメリカ軍撤退を契機にターリバーンの活動が活発化。8月13日までに州都のプリアラムが制圧された。

## 政治
2012年9月現在の州知事は、イクバール・アズィーズィーである。

## 行政区分
Baraki Barak、Charkh、Khushi、Mohamad Agha、Kharwar、Azra の 6郡とPul-i-Alam市を擁する。

## 住民
住民の多数はパシュトゥーン人とタジク人。部族間の土地を巡る争いは、国内の大部分の地域と同様に政情不安の原因となっている。

## 出身著名人
- アシュラフ・ガニー・アフマドザイ - 政治家、元アフガニスタン財務大臣